# 双苯丁胺
双苯丁胺（也译为：特罗地林）是一种含氮有机化合物，分子式C20H27N，通常以盐酸盐的形式存在，泌尿外科中用作解痙藥。